# Verunglimpfung des Bundespräsidenten
Die Verunglimpfung des Bundespräsidenten in Deutschland ist in § 90 StGB unter dem Titel Gefährdung des demokratischen Rechtsstaates unter Strafe gestellt.

## Geschütztes Rechtsgut
Geschützt sind sowohl die Person des Bundespräsidenten selbst, auch wenn er privat angegriffen wird, als auch das Amt des Bundespräsidenten und daher auch der Vertreter im Amt (Bundesratspräsident), solange er die Befugnisse des Bundespräsidenten ausübt.

## Tatbestand
Tathandlung ist die Verunglimpfung. Darunter wird eine besonders schwere Form der Ehrkränkung (Beleidigung) verstanden, gemessen an Form, Inhalt, Begleitumständen oder Beweggründen.
Die Handlung muss öffentlich (insbesondere also an einen unbestimmten Personenkreis gerichtet), in einer Versammlung oder durch Verbreiten eines Inhalts begangen werden.
Die Tat wird mit Freiheitsstrafe von drei Monaten bis fünf Jahren bestraft. Das Gericht kann in minder schweren Fällen die Strafe mildern. 
Eine Verunglimpfung des Bundespräsidenten kann strafrechtlich nur verfolgt werden, wenn der Bundespräsident den Strafverfolgungsbehörden dazu eine Ermächtigung erteilt. 
Für die Taten sind nach der Vorschrift die Staatsschutzkammern bei den Landgerichten nach § 74a GVG zuständig.
Vergleichbare Tatbestände sind in Monarchien als Majestätsbeleidigung bekannt, so auch in früheren deutschen Monarchien.

## Anwendung
Die Norm wird nur selten angewandt. Von 1990 bis 2004 registrierte das Bundespräsidialamt 41 Fälle, in zweien davon erteilte der jeweilige Bundespräsident die nach § 90 Abs. 4 StGB erforderliche Strafermächtigung.

## Politische Diskussion
Auf einem Bundesparteitag im April 2016 beschloss die FDP einen Antrag, der die Abschaffung des Straftatbestands fordert. Laut Beschluss ist die Partei der Meinung, dass ein Schutz über den Beleidigungsparagrafen ausreicht und kein Grund für ein höheres Strafmaß ersichtlich sei.